# Due partite
Pour plus de détails, voir Fiche technique et Distribution.
Due partite est un film italien réalisé par Enzo Monteleone, sorti en 2009, avec Margherita Buy, Isabella Ferrari, Marina Massironi, Paola Cortellesi, Carolina Crescentini, Valeria Milillo (it), Claudia Pandolfi et Alba Rohrwacher dans les rôles principaux. Il s'agit d'une adaptation de la pièce de théâtre éponyme (traduite en français sous le titre Jeux doubles) de la dramaturge, romancière et réalisatrice Cristina Comencini.

## Synopsis
Dans les années 1960, Sofia (Paola Cortellesi), Beatrice (Isabella Ferrari), Claudia (Marina Massironi) et Gabriella (Margherita Buy), quatre amies, se rencontrent tous les jeudis après-midi pour jouer aux cartes et se raconter leurs problèmes. Trente ans plus tard, leurs quatre filles, Rosana (Claudia Pandolfi), Sara (Carolina Crescentini), Giulia (Alba Rohrwacher) et Cecilia (Valeria Milillo (it)), se réunissent après le suicide de Beatrice.

## Fiche technique
- Titre : Due partite
- Titre original : Due partite
- Réalisation : Enzo Monteleone
- Scénario : Cristina Comencini et Enzo Monteleone d'après la pièce de théâtre éponyme de Cristina Comencini
- Photographie : Daniele Nannuzzi
- Montage : Cecilia Zanuso
- Musique : Giuliano Taviani (it)
- Scénographie : Paola Comencini
- Producteur : Marco Chimenz, Giovanni Stabilini, Riccardo Tozzi (it) et Gina Gardini
- Société de production : Cattleya et Rai Cinema
- Pays d'origine :  Italie
- Langue : Italien
- Format : Couleur
- Genre : Comédie dramatique
- Durée : 100 minutes
- Dates de sortie :  Italie : 6 mars 2009

## Distribution
- Margherita Buy : Gabriella
- Isabella Ferrari : Beatrice
- Marina Massironi : Claudia
- Paola Cortellesi : Sofia
- Carolina Crescentini : Sara
- Valeria Milillo (it) : Cecilia
- Claudia Pandolfi : Rossana
- Alba Rohrwacher : Giulia

## Autour du film
- Il s'agit d'une adaptation de la pièce de théâtre éponyme (traduite en français sous le titre Jeux doubles) de la dramaturge, romancière et réalisatrice Cristina Comencini.

## Distinctions

### Nominations
- Ruban d'argent de la meilleure actrice dans un second rôle en 2009 pour les huit actrices du film.
- Ruban d'argent du meilleur producteur en 2009 pour Marco Chimenz, Giovanni Stabilini et Riccardo Tozzi (it).
- Ruban d'argent des meilleurs costumes en 2009 pour Marina Roberti.
- Ruban d'argent du meilleur décor en 2009 pour Paola Comencini.
- Ciak d'oro des meilleurs costumes en 2009 pour Marina Roberti.